# 1963-as magyar úszóbajnokság
1963-as magyar úszóbajnokság.

## Eredmények

### Férfiak
| Versenyszám            | Arany                                                                        | Arany   | Ezüst                                                                           | Ezüst   | Bronz                                                                        | Bronz   |
| ---------------------- | ---------------------------------------------------------------------------- | ------- | ------------------------------------------------------------------------------- | ------- | ---------------------------------------------------------------------------- | ------- |
| 100 m gyorsúszás       | Dobai Gyula Újpesti Dózsa                                                    | 55,2    | Szlamka László Bp. Spartacus                                                    | 56,9    | Száll Antal BVSC                                                             | 56,9    |
| 200 m gyorsúszás       | Dobai Gyula Újpesti Dózsa                                                    | 2:04,9  | Katona József Egri Dózsa                                                        | 2:07,3  | Lantos László Budai Spartacus                                                | 2:08,3  |
| 400 m gyorsúszás       | Katona József Egri Dózsa                                                     | 4:28,7  | Mártonffy Tamás Egri Dózsa                                                      | 4:41,5  | Hornyánszky Tamás Ferencvárosi TC                                            | 4:45,5  |
| 1500 m gyorsúszás      | Katona József Egri Dózsa                                                     | 17:49,6 | Ali Csaba Egri Dózsa                                                            | 18:38,6 | Bodóki Csaba BVSC                                                            | 18:52,4 |
| 100 m hátúszás         | Csikány József Ferencvárosi TC                                               | 1:04,6  | Szabó Sándor Debreceni VSC Kosztolánczy György Újpesti Dózsa                    | 1:05,9  |                                                                              |         |
| 200 m hátúszás         | Csikány József Ferencvárosi TC                                               | 2:22,6  | Kosztolánczy György Újpesti Dózsa                                               | 2:25,2  | Tőrös Károly Ferencvárosi TC                                                 | 2:26,7  |
| 100 m mellúszás        | Lenkei Ferenc BVSC                                                           | 1:12,9  | Somlai Gábor Újpesti Dózsa                                                      | 1:13,9  | Balázsi Péter BVSC                                                           | 1:14,8  |
| 200 m mellúszás        | Lenkei Ferenc BVSC                                                           | 2:40,9  | Somlai Gábor Újpesti Dózsa                                                      | 2:44,0  | Balázsi Péter BVSC                                                           | 2:44,9  |
| 100 m pillangóúszás    | Gulrich József Újpesti Dózsa                                                 | 1:00,9  | Kiricsi János Bp. Honvéd                                                        | 1:02,8  | Csekő Tibor Bp. Vörös Meteor                                                 | 1:03,8  |
| 200 m pillangóúszás    | Kiricsi János Bp. Honvéd                                                     | 2:20,7  | Katona József Egri Dózsa                                                        | 2:25,4  | Kiss László Bp. Spartacus                                                    | 2:25,4  |
| 400 m vegyes úszás     | Ali Csaba Egri Dózsa                                                         | 5:07,1  | Kiricsi János Bp. Honvéd                                                        | 5:15,6  | Kosztolánczy György Újpesti Dózsa                                            | 5:17,5  |
| 4 × 100 m gyorsváltó   | Újpesti Dózsa Haraszti Thegze Gulrich József Kosztolánczy György Dobai Gyula | 3:49,5  | BVSC Száll Antal Balázsi Péter Valkai Lenkei Ferenc                             | 3:57,0  | Ferencvárosi TC Gyertyánffy Péter Kárpáti György Csaba László Csikány József | 3:58,3  |
| 4 × 200 m gyorsváltó   | Újpesti Dózsa Kosztolánczy György Haraszti Thegze Gulrich József Dobai Gyula | 8:40,5  | Ferencvárosi TC Gyertyánffy Péter Hornyánszky Tamás Jacsó László Csikány József | 8:52,6  | Egri Dózsa Ali Csaba Mártonffy Tamás Fülöp Péter Katona József               | 9:02,2  |
| 4 × 100 m vegyes váltó | Újpesti Dózsa Kosztolánczy György Somlai Gábor Gulrich József Dobai Gyula    | 4:17,0  | Ferencvárosi TC Csikány József Farkas Imre Csaba Gábor Gyertyánffy Péter        | 4:24,6  | Bp. Honvéd Ulrich András Görgényi István Kiricsi János Ziegler               | 4:28,9  |

### Nők
| Versenyszám            | Arany                                                                       | Arany  | Ezüst                                                      | Ezüst  | Bronz                                                                   | Bronz  |
| ---------------------- | --------------------------------------------------------------------------- | ------ | ---------------------------------------------------------- | ------ | ----------------------------------------------------------------------- | ------ |
| 100 m gyorsúszás       | Madarász Csilla Ferencvárosi TC                                             | 1:04,1 | Frank Mária Orvosegyetemi SC                               | 1:04,1 | Takács Katalin Újpesti Dózsa                                            | 1:04,4 |
| 200 m gyorsúszás       | Frank Mária Orvosegyetemi SC                                                | 2:20,6 | Takács Katalin Újpesti Dózsa                               | 2:24,1 | Turóczy Judit BVSC                                                      | 2:26,4 |
| 400 m gyorsúszás       | Frank Mária Orvosegyetemi SC                                                | 5:09,4 | Spevák Marianne Bp. Vörös Meteor                           | 5:28,0 | Olt Éva Ferencvárosi TC                                                 | 5:32,9 |
| 100 m hátúszás         | Balla Mária Ferencvárosi TC                                                 | 1:11,2 | Korényi Olga III. kerület                                  | 1:12,7 | Turóczy Judit BVSC                                                      | 1:15,0 |
| 200 m hátúszás         | Balla Mária Ferencvárosi TC                                                 | 2:35,2 | Egerváry Márta Ferencvárosi TC                             | 2:44,5 | Nagy Margit BVSC                                                        | 2:48,0 |
| 100 m mellúszás        | Egerváry Márta Ferencvárosi TC                                              | 1:21,3 | Kármán Kató Pécsi Dózsa                                    | 1:23,9 | Kovács Zsuzsanna Ferencvárosi TC                                        | 1:24,9 |
| 200 m mellúszás        | Egerváry Márta Ferencvárosi TC                                              | 2:57,8 | Berinde Mária Újpesti Dózsa                                | 3:02,5 | Oláh Margit Egri Dózsa                                                  | 3:03,1 |
| 100 m pillangóúszás    | Egerváry Márta Ferencvárosi TC                                              | 1:10,9 | Madarász Imola Ferencvárosi TC                             | 1:14,9 | Csizmadia Ibolya III. kerület                                           | 1:15,1 |
| 200 m pillangóúszás    | Egerváry Márta Ferencvárosi TC                                              | 2:43,7 | Soltész Ágota Vasas                                        | 2:56,6 | Gágyor Vera BVSC                                                        | 3:01,6 |
| 400 m vegyes úszás     | Egerváry Márta Ferencvárosi TC                                              | 5:47,5 | Zsabka Zsuzsanna Egri Dózsa                                | 6:02,9 | Gágyor Vera BVSC                                                        | 6:08,2 |
| 4 × 100 m gyorsváltó   | Ferencvárosi TC Temesvári Egerváry Márta Kovács Zsuzsanna Madarász Csilla   | 4:21,6 | BVSC Turóczy Eszter Nagy Margit Tölgyesi Ida Turóczy Judit | 4:28,6 | Újpesti Dózsa Zörgő Diána Váradi Mária Boros Takács Katalin             | 4:32,2 |
| 4 × 100 m vegyes váltó | Ferencvárosi TC Balla Mária Kovács Zsuzsanna Egerváry Márta Madarász Csilla | 4:55,3 | BVSC Nagy Margit Máté Mária Gágyor Vera Turóczy Judit      | 5:05,6 | III. kerület Korényi Olga Csörgei Erika Czizmadia Ibolya Kreisler Mária | 5:08,5 |